# Radiowissen
Radiowissen (eigene Schreibweise: radioWissen) ist eine einstündige Hörfunksendung, die Montag bis Freitag von 9:05 bis 10:00 Uhr im Bayerischen Rundfunk auf Bayern 2 ausgestrahlt wird. 

## Gestaltung
Jede Sendung dreht sich um ein Themenfeld. Montag bis Freitag werden zwischen 9.05 Uhr und 10 Uhr dazu zwei Features (ca. 20 Minuten) gesendet sowie Das Kalenderblatt. Die Sendungen werden drei Wochen später am Nachmittag von Montag bis Donnerstag um 15.05 Uhr wiederholt. 
Die Sendung wird live moderiert. Sie endet mit dem täglichen Kalenderblatt, einem ca. vierminütigen Beitrag zu einem „Tages-Jubiläum“, wobei es sich nur sehr selten um ein „rundes“ Jubiläum handelt. Das Kalenderblatt wird unter anderem von Münchner Schauspielern wie Ilse Neubauer und Christian Baumann gesprochen.

## Podcast und Internet
Die meisten Features sowie Das Kalenderblatt kann man auch als Podcast abrufen oder abonnieren.
Zu ausgewählten Sendungen gibt es Zusatzinformationen unter dem Titel radioWissen Dossiers. Außerdem findet man online Informationen zur Sendung auf einer eigens gestalteten Seite unter ihrem Titel (siehe Weblinks).
Im Hörverlag München sind unter dem Titel Die ganze Welt des Wissens bisher drei große CD-Editionen von radioWissen erschienen.